# Табата
„Протоколът Табата“ е високоинтензивен тренировъчен режим, създаден от японския учен д-р Табата през 1996 година в Японския национален институт за спортна медицина в Токио.

## Изследвания
Табата и неговият екип провеждат изследвания на 2 групи от спортисти. Спортистите от първата група са подложени на тренировки с умерено ниво на интензивност, докато онези втората група са тренирани в режим на висока интензивност. Първата група тренира 5 дни седмично в продължение на 6 седмици, като всяка тренировка продължава поне час. Втората група тренира 4 дни седмично отново в период от 6 седмици, като всяка тренировка има времетраене 20 минути и 20 секунди с 10-секундни интервали за почивка между сериите упражнения.
Резултатите показват, че спортистите от първата група са увеличили аеробната си (сърдечно-съдова) система, но анаеробната им (мускулна) система не е показала резултати. Спортистите от втората група са с много по-големи резултати в аеробната система и увеличение на анаеробната с 28 процента. Заключението от проучването е, че високоинтензивните интервални тренировки по метода Табата имат голямо влияние върху аеробния и анаеробния капацитет.

## Калории и мазнини
При провеждане на опити при 2 групи спортисти трениращите с умерена интензивност изгарят 2 пъти повече калории в сравнение с трениращи по протокола Табата. Спортистите, следващи метода Табата, показват обаче до 9 пъти по-голяма загуба на телесни мазнини. Наблюденията и изследванията на това явление установяват, че при ниско- и средноинтензивни тренировки изгарянето на мазнини приключва с края на тренировката, докато при високоинтензивните тренировки (както по Табата) изгарянето им продължава дълго след приключването на тренировката.

## Табата програма
Всяко упражнение в протокола Табата продължава 4 минути. Структурата на стандартната програма е следната:
- интензивна тренировка на максимален предел за 20 секунди;
- почивка от 10 секунди;
- след 8 упражнения от 20 секунди натоварване и последващи 10 секунди почивка се почива 1 минута;
- изпълняват се 8 рунда.